# Бокарнея відігнута
Бокарнея відігнута (або ноліна відігнута; Beaucarnea recurvata) — рослина, що належить до родини холодкові (Asparagaceae).
Батьківщиною бокарнеї відігнутої є Південна Мексика. Бокарнея відігнута — багаторічна культура. Через незвичайний вигляд вона має й інші назви — «слонова нога», «кінський хвіст».
Стовбур нагадує пляшку, через це вона має ще й назву «пляшкове дерево». Потовщення в нижній частині потрібне для накопичення вологи. Листя бокарнеї відігнутої вузькі, довгі, з загостреним кінцем.

## Культивація
Культивується у кімнатному квітникарстві. Висота стебла цієї рослини може досягати 150 сантиметрів. Основа бокарнеї має відігнуте здуття, що нагадує цибулину. Довгі (від 100 до 200 см) вузькі листи нерідко зібрані в пучок. Забарвлення листкових пластинок яскраво-зелене. Колір основи — світло-зелений.

## Догляд
| Температура       | Влітку помірна, взимку не вище 15 °C. |
| Освітлення        | Яскраве з притіненням від прямих сонячних променів |
| Полив             | Рясний і регулярний влітку, взимку помірний. |
| Вологість повітря | За теплої зимівлі горщик з рослиною слід помістити в піддон з водою.                                                                                        |
| Пересадка         | 1 раз на 3-4 роки |
| Розмноження       | Живцями з бічних пагонів. |
| Підживлення       | Тільки влітку комплексним мінеральним добривом раз на місяць відповідно до інструкції, але концентрація повинна бути в два рази нижча від зазначеної норми. |